# 嬰兒油

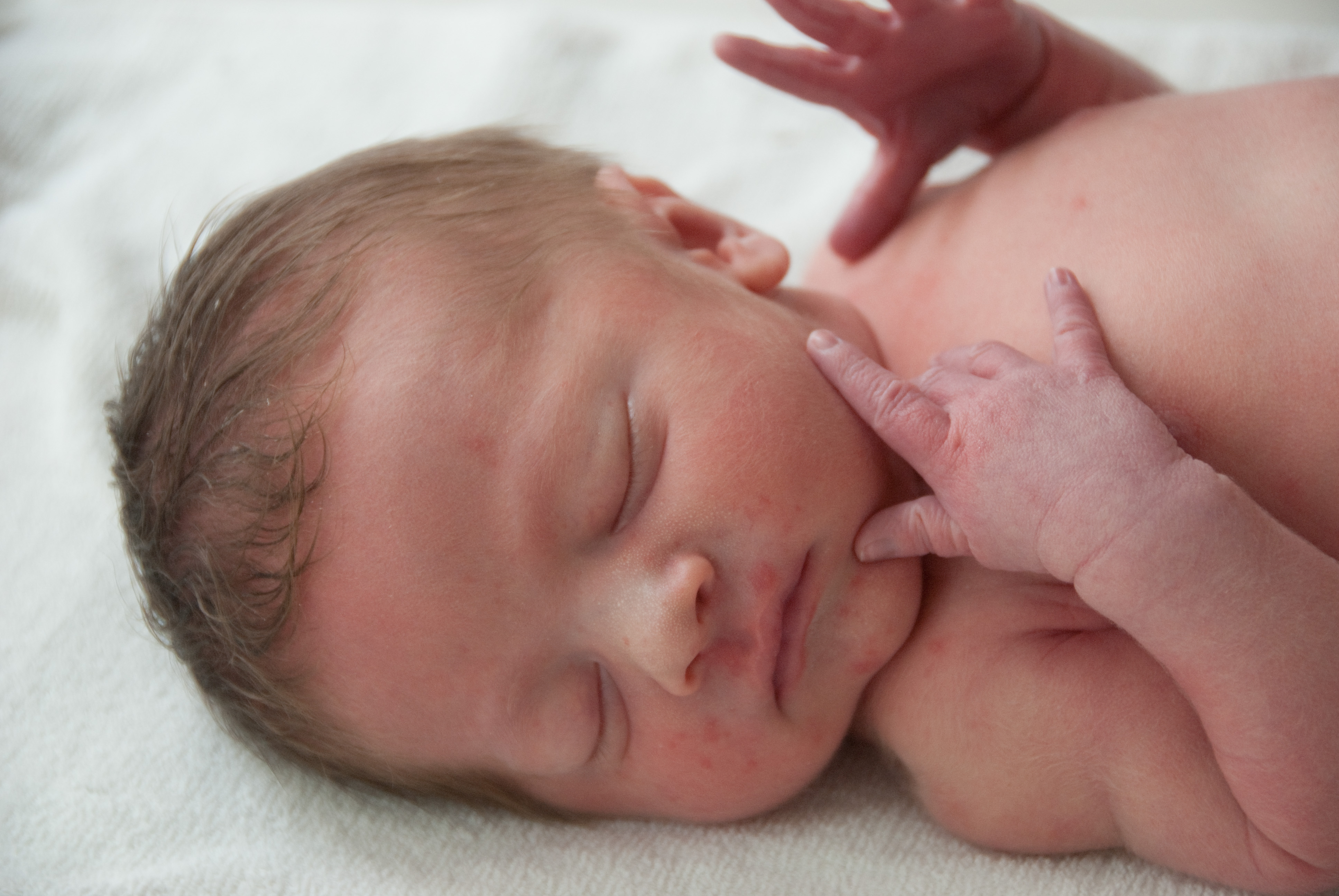
婴儿油常用于新生儿的皮肤护理。

婴儿油是婴儿护肤的油脂，目的是保持婴儿皮膚的柔软和弹性。成年人也常在护肤和按摩時使用婴儿油。
婴儿（特别是早产儿）的皮膚很薄，而且敏感脆弱。他們的表皮和真皮比成人的要薄，因此很有可能出現皮肤干燥、易受感染、脱皮和形成水泡。在许多国家，新生儿的皮肤上塗抹的油與成人有所不同 。